# If Not for You (альбом)
If Not for You — дебютный студийный альбом австралийской певицы и автора песен Оливии Ньютон-Джон, выпущенный 1 ноября 1971 года на лейбле Festival Records. В Великобритании альбом был выпущен лейблом Pye International Records под названием Olivia Newton-John с несколько иной обложкой. Альбом состоит в основном из кавер-версий песен 1960-х и начала 1970-х годов.

## Список композиций
| №  | Название                            | Автор(ы)                        | Длительность |
| -- | ----------------------------------- | ------------------------------- | ------------ |
| 1. | «Me and Bobby McGee»                | Крис Кристофферсон, Фред Фостер | 3:46         |
| 2. | «If»                                | Дэвид Гейтсс                    | 2:40         |
| 3. | «Banks of the Ohio»                 | народная                        | 3:15         |
| 4. | «In a Station»                      | Ричард Мануэль                  | 3:07         |
| 5. | «Love Song»                         | Лесли Дункан                    | 3:44         |
| 6. | «Help Me Make It Through the Night» | Крис Кристофферсон              | 2:19         |

| №                   | Название                         | Автор(ы)                                         | Длительность |
| ------------------- | -------------------------------- | ------------------------------------------------ | ------------ |
| 7.                  | «If Not for You»                 | Боб Дилан                                        | 2:50         |
| 8.                  | «Where Are You Going to My Love» | Билли Дэй, Джон Гудисон, Майк Лесли, Тони Хиллер | 3:27         |
| 9.                  | «Lullaby»                        | Лесли Дункан                                     | 3:01         |
| 10.                 | «If You Could Read My Mind»      | Гордон Лайтфут                                   | 3:41         |
| 11.                 | «If I Gotta Leave»               | Тони Хиллер, Пол Кёртис                          | 2:40         |
| 12.                 | «No Regrets»                     | Том Раш                                          | 3:24         |
| Общая длительность: | Общая длительность:              | Общая длительность:                              | 35:54        |

## Чарты
| Чарт (1971)                   | Высшая позиция |
| ----------------------------- | -------------- |
| Австралия (Kent Music Report) | 14             |
| США (Billboard 200)           | 158            |